# エリザベス・パケナム (初代ロングフォード女伯爵)
初代ロングフォード女伯爵エリザベス・パケナム（英語: Elizabeth Pakenham, 1st Countess of Longford、旧姓カフ（Cuffe）、1719年7月26日洗礼 – 1794年1月27日）は、アイルランド貴族。

## 生涯
マイケル・カフ（1744年没）とフランシス・サンドフォード（Frances Sandford、ヘンリー・サンドフォードの娘）の娘として生まれ、1719年7月26日に洗礼を受けた。
1740年3月5日、トマス・パケナム（1713年 – 1766年、エドワード・パケナムの息子、1756年にロングフォード男爵に叙爵）と結婚、4男4女をもうけた。
- エリザベス（1818年没）
- エドワード・マイケル（1743年 – 1792年） - 第2代ロングフォード男爵。子供あり
- フランシス（1744年 – 1776年） - ジョン・オルムズビー・ヴァンデリュア（John Ormsby Vandeleur）と結婚、子供あり
- ヘレナ（1745年 – 1777年） - ウィリアム・シャーロックと結婚、子供あり
- ロバート（1775年7月7日没） - ロングフォード・カウンティ選挙区（英語版）の庶民院議員
- メアリー（1749年 – 1775年） - 1768年、トマス・フォーテスキュー（Thomas Fortescue）と結婚、子供あり
- ウィリアム（1756年 – 1769年）
- トマス（英語版）（1757年 – 1836年2月2日） - 海軍軍人、アイルランド庶民院議員。1785年6月24日、ルイーサ・アン・ステイプルス（Louisa Anne Staples、1833年没、ジョン・ステイプルスの娘）と結婚、子供あり

1785年6月20日、アイルランド貴族であるロングフォード女伯爵に叙された。この叙爵は父方の祖父フランシス・カフの母アリスが第2代ロングフォード伯爵アンブローズ・アンジーの娘であることに加え、息子エドワード・マイケルとトマスのイギリス海軍における功績が認められた結果であるとされる。
1794年1月27日に死去、息子に先立たれたため孫トマスが爵位を継承した。